# レイチェル・フッド
レイチェル・ディーン・セリーナ・フッド（Rachel Dene Serena Hood）は、イギリスの弁護士、馬主。ニューマーケット歴史的建造物保護活動団体（Save Historic Newmarket Action Group）の創設者であり主宰者。

## 経歴
オックスフォードシャー生まれ。ケンブリッジ大学で経済学と法律を学び、卒業後に資格を取りロンドンで法廷弁護士となる。1979年から後に夫となるジョン・ゴスデン調教師とともにカリフォルニア州に移住し10年間暮らす。ゴスデンとは1982年に結婚した。なお、アメリカでも国際弁護士として弁護士活動を続けている。
1988年に夫とともにイギリスに戻り、1990年には馬主となった。2001年から馬主協会（Racehorse Owners' Association、RAO）の一員になり、2004年には評議会メンバーに選ばれた。2011年6月23日からは会長に就任した。その他にもレーシング・エンタープライズ社（Racing Enterprises Ltd、REL）やホースメングループ（Horsemen's Group）の理事となっており、イギリスの競馬改革に取り組んでいる。国立競馬博物館の受託者、ジョン・ゴスデン・レーシング（John Gosden Racing）LLPのパートナーでもある。
また、2008年にアパート建築計画によりニューマーケットのベリーロードで木々が伐採され景観が破壊されたことを契機に、ニューマーケット歴史的建造物保護活動団体を結成した。その後、第19代ダービー卿(英語版)がニューマーケット調教センター近くにあるハッチフィールド牧場（Hatchfield Farm）を新築住宅1200軒に替える計画について交通量の増大を懸念した反対運動に関わる。2011年5月6日には保守党から地方選挙に立候補し、フォレストヒース地区（Forest Heath District）とニューマーケット町において議員となった。最終的にダービー卿による計画を中止させることに成功している。

## おもな所有馬
所有馬は夫のジョン・ゴスデンに預けている。

### 共有所有馬
マグノリア・レーシングLLCと共有
- イルーシヴケイト / Elusive Kate（2011年マルセルブサック賞[7]）

ロビン・ゲフィンと共有
- アークティックコスモス / Arctic Cosmos（2010年セントレジャーステークス）

### 個人所有馬
- ガートルードベル / Gertrude Bell（2011年ランカシャーオークス）